# Élections législatives de 2023 au Mississippi
Les élections législatives de 2023 au Mississippi ont lieu le 7 novembre 2023 afin d'élire les 122 membres du Chambre des représentants de l'État américain du Mississippi.
Les élections primaires des deux principaux partis ont lieu le 8 août 2023.
Le parti républicain, qui présente 86 candidats dans les différents districts, semble assuré de conserver sa majorité. En effet, le parti démocrate, minoritaire et en perte de vitesse, ne présente que 54 candidats, ce qui est insuffisant pour pouvoir espérer obtenir une majorité absolue au sein de l'assemblée (soit 62 sièges) et en prendre le contrôle. On recense également 6 candidats indépendants (dont quelques sortants), ainsi que 12 libertariens et 1 vert.

## Contexte
Le Mississippi, a été, comme la plupart des anciens États confédérés, un bastion démocrate à partir des années 1870. Durant les années 1990, il a basculé du côté républicain et est depuis considéré comme étant l'un des États les plus républicains du pays, ayant voté largement pour Donald Trump à l'élection présidentielle américaine de 2020. Les républicains détiennent actuellement une majorité des sièges au Sénat du Mississippi (77 sièges), à la suite du ralliement de plusieurs élus démocrates et les démocrates ne détiennent que 40 sièges. On dénombre également 3 élus indépendants (élus comme tels en 2019) et 2 sièges sont actuellement vacants.

## Système électoral
Les 122 représentants du Mississippi sont élus au scrutin uninominal majoritaire à un tour dans un des 122 districts que compte l'État, pour un mandat de quatre ans renouvelable. Un redécoupage des districts a eu lieu à la suite du recensement de 2020, et cette élection sera la première élection lors de laquelle les nouveaux districts rentreront en vigueur.

## Résultats

### Résultats par parti
| Parti                    | Parti               | Voix | %   | +/- | Sièges | +/-           |
| ------------------------ | ------------------- | ---- | --- | --- | ------ | ------------- |
|                          | Parti républicain   |      |     |     |        |               |
|                          | Parti démocrate     |      |     |     |        |               |
|                          | Parti libertarien   |      |     |     |        |               |
|                          | Parti vert          |      |     |     |        |               |
|                          | Candidats par écrit |      |     |     |        |               |
|                          |                     |      |     |     |        |               |
| Votes valides            |                     |      |     |     |        |               |
| Votes blancs et nuls     |                     |      |     |     |        |               |
| Total                    | Total               |      | 100 | –   | 122    | en stagnation |
| Abstentions              |                     |      |     |     |        |               |
| Inscrits / participation |                     |      |     |     |        |               |

### Résultats par district
Un grand nombre de candidats sont déjà assurés d'être élus, faute de concurrents lors des primaires et de l'élection générale.
| District | Représentant sortant | Parti | Parti       | Représentant élu   | Parti | Parti       |
| -------- | -------------------- | ----- | ----------- | ------------------ | ----- | ----------- |
| 1        | Lester Carpenter     |       | Républicain |                    |       | Républicain |
| 2        | Nick Bain            |       | Républicain |                    |       | Républicain |
| 3        | William Tracy Arnold |       | Républicain |                    |       |             |
| 4        | Jody Steverson       |       | Républicain |                    |       |             |
| 5        | John Faulkner        |       | Démocrate   | John Faulkner      |       | Démocrate   |
| 6        | Dana Criswell        |       | Républicain |                    |       |             |
| 7        | Steve Hopkins        |       | Républicain |                    |       |             |
| 8        | Trey Lamar           |       | Républicain | Trey Lamar         |       | Républicain |
| 9        | Cedric Burnett       |       | Démocrate   |                    |       |             |
| 10       | Brady Williamson     |       | Républicain |                    |       | Républicain |
| 11       | Lataisha Jackson     |       | Démocrate   | Lataisha Jackson   |       | Démocrate   |
| 12       | Clay Deweese         |       | Républicain |                    |       |             |
| 13       | Steve Massengill     |       | Républicain | Steve Massengill   |       | Républicain |
| 14       | Sam Creekmore IV     |       | Républicain | Sam Creekmore IV   |       | Républicain |
| 15       | Mac Huddleston       |       | Républicain | Beth Luther Waldo  |       | Républicain |
| 16       | Rickey W. Thompson   |       | Démocrate   | Rickey W. Thompson |       | Démocrate   |
| 17       | Shane Aguirre        |       | Républicain | Shane Aguirre      |       | Républicain |
| 18       | Jerry Turner         |       | Républicain | Jerry Turner       |       | Républicain |
| 19       | Randy Boyd           |       | Républicain | Randy Boyd         |       | Républicain |
| 20       | Chris Brown          |       | Républicain |                    |       | Républicain |
| 21       | Donnie Bell          |       | Républicain | Donnie Bell        |       | Républicain |
| 22       | Jon Ray Lancaster    |       | Républicain | Jon Ray Lancaster  |       | Républicain |
| 23       | Perry Bailey         |       | Républicain |                    |       |             |
| 24       | Jeff Hale            |       | Républicain |                    |       |             |
| 25       | Dan Eubanks          |       | Républicain | Dan Eubanks        |       | Républicain |
| 26       | Orlando Paden        |       | Démocrate   | Orlando Paden      |       | Démocrate   |
| 27       | Kenneth Walker       |       | Démocrate   |                    |       |             |
| 28       | Jerry Darnell        |       | Républicain |                    |       | Républicain |
| 29       | Robert L. Sanders    |       | Démocrate   | Robert L. Sanders  |       | Démocrate   |
| 30       | Tracey Rosebud       |       | Démocrate   |                    |       | Démocrate   |